# Филенови олтари
Филеновите олтари (на старогръцки: Φιλαίνων βωμά) е район в днешна Либия, в близост до залива на Сирт, който през античността е служел за разделител (били са гранични стълбове) между териториите спадали към пунически Картаген и тези на съседната му древногръцка Кирена (откъдето идва и названието Киренайка).
Етимологията на мястото идва от Филените - легендарни двама братя пуни, които според една от версиите се съгласили да се принесат в жертва, за да се установи справедлива граница в района. 
До днес, още от класическата древност и античността, мястото служи условно на граница между двете големи либийски историко-географски области - Киренайка и Триполитания.